# Roscrea
Roscrea (iriska: Ros Cré) är en ort i republiken Irland.   Den ligger i grevskapet North Tipperary och provinsen Munster, i den centrala delen av landet, 110 km väster om huvudstaden Dublin. Roscrea ligger 113 meter över havet och antalet invånare är 5 403.
Terrängen runt Roscrea är huvudsakligen platt, men åt nordost är den kuperad. Terrängen runt Roscrea sluttar västerut. Runt Roscrea är det ganska tätbefolkat, med 75 invånare per kvadratkilometer. Roscrea är det största samhället i trakten. Trakten runt Roscrea består i huvudsak av gräsmarker.